# Chrysomantis speciosa
Chrysomantis speciosa är en bönsyrseart som beskrevs av Giglio-tos 1915. Chrysomantis speciosa ingår i släktet Chrysomantis och familjen Hymenopodidae. Inga underarter finns listade i Catalogue of Life.